# Tangafjørður
El Tangafjørður és un estret de les illes Fèroe. Separa la part sud les illes de Streymoy i Eysturoy La part nord d'aquest estret s'anomena Sundini.
Fjørður en feroès pot referir-se a un fiord en el sentit tradicional o, en aquest cas, a un ampli estret entre illes.

## Geografia
L'estret que separa les illes de Streymoy i Eysturoy s'anomena Sundini, i passa a anomenar-se Tangafjørður a l'alçada de Norðuri í Sundum (Kollafjørdur) i Morskranes. L'extrem sud no està definit amb precisió i es fusiona amb l'estret de Nólsoyarfjørður en una línia aproximadament entre el cap Eystnes (prop d'Æðuvík a Eysturoy) i l'illot de Hoyvíksholmur (prop de Tórshavn, Streymoy). A l'illa de Streymoy el Tangafjørður connecta amb els fiors Kaldbaksfjørður i Kollafjørður, mentre que el Skálafjørður ho fa per Eysturoy.

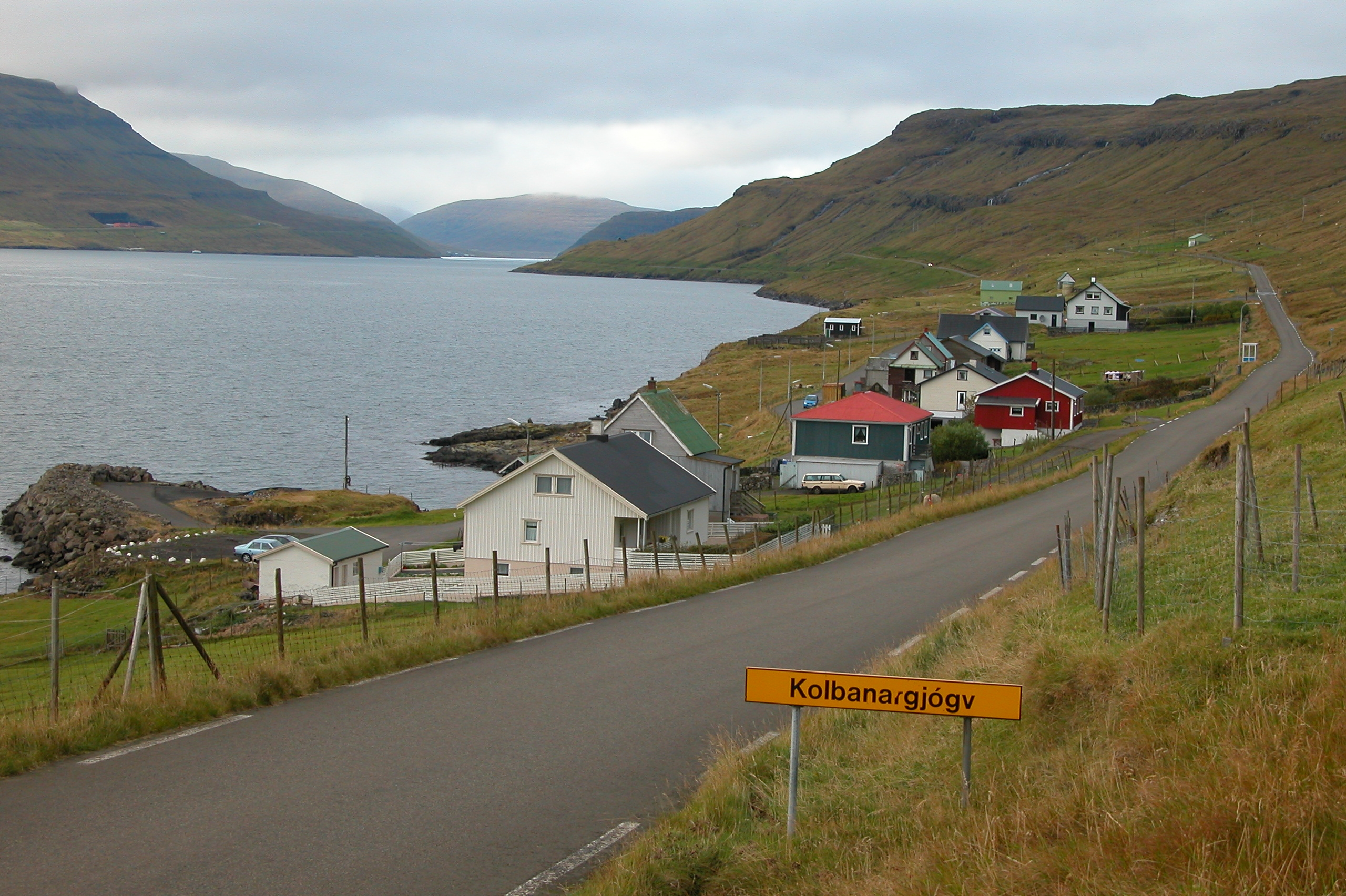
Kolbanargjógv.

La longitud total de Tangafjørður és de 12 quilòmetres. La seva secció sud és més ampla (4 quilòmetres aprox.) que la secció nord (3 quilòmetres aprox.). Els punts més profunds de l'estret arriben als −85 metres, i es troben enfront de les localitats de Kolbeinagjógv i Hvítanes.Quan el Tangafjørður es troba amb el Nólsoyarfjørður, el fons marí baixa als −120 metres.
Els pobles que es troben a la costa de Streymoy són Kollafjørður, Kaldbak, Hvítanes i Hoyvík (agregat de Tórshavn), mentre que els d'Eysturoy són Morskranes, Kolbeinagjógv (tots part del municipi de Sjóvar), Toftir i Nes. Els molins de vent prop d'Æðuvík són visibles des del Tangafjørður. Hi ha piscifactories prop de Nes, Kolbeinagjógv i al sud de Kollafjørður.

## Transport
Un ferri de cotxes va operar entre Hósvík i Selatrað fins al 1976. Un altre ferri va operar entre Tórshavn, Toftir i Strendur (Skálafjarðarleiðin, ruta 40) fins al 2003, quan es va tancar la línia per manca de demanda, ja que entrava en competència amb les connexions a través del pont de Streymin. [5] Els darrers anys un ferri feia dos viatges d'anada i tornada al dia només per a viatgers a peu.

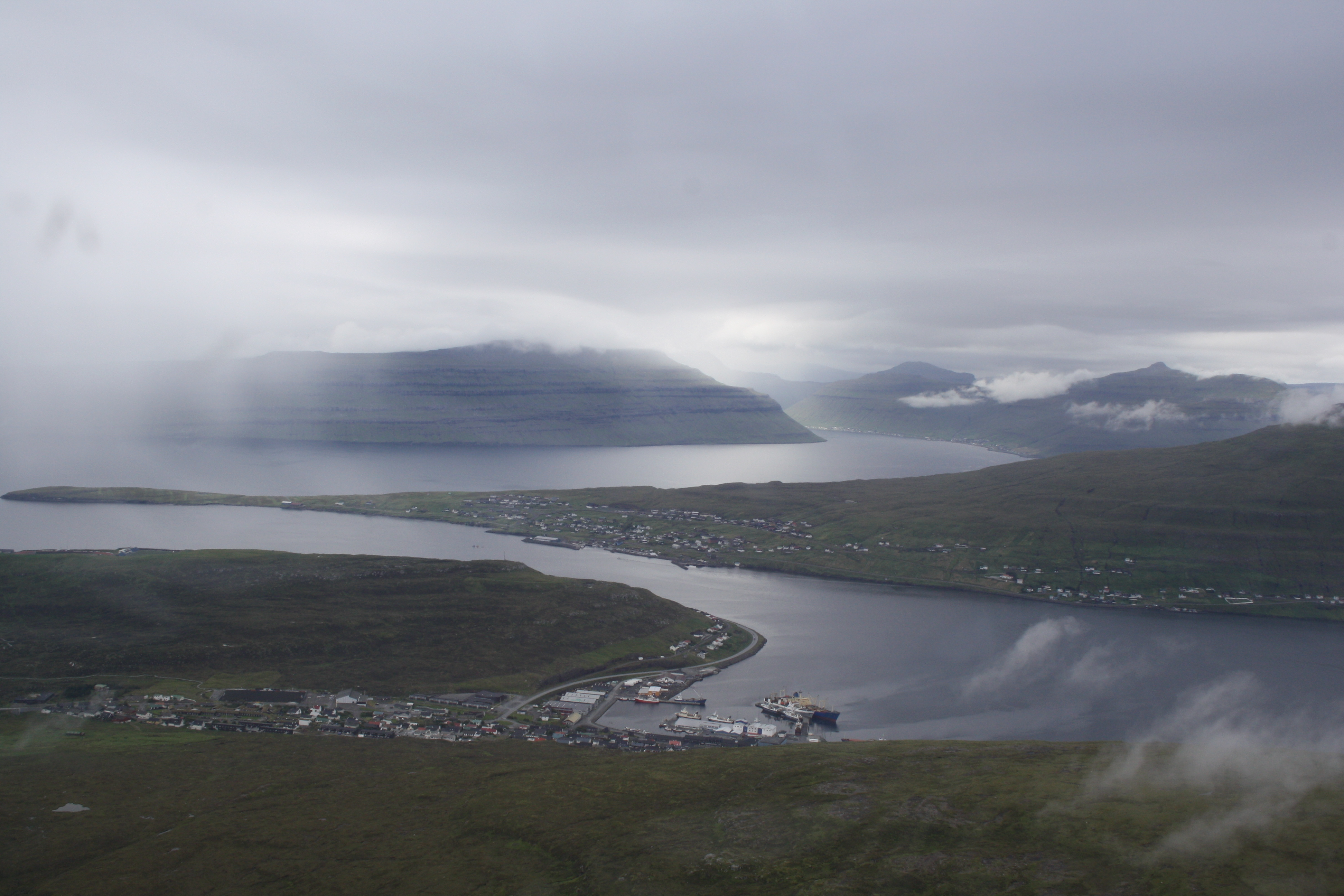
El Skálafjørður i Runavík (en primer terme) i el Tangafjørður.

Durant les dues últimes dècades, tot el transport utilitzava el pont de Streymin situat al nord d'Eysturoy. Això comportava fer una gran volta al transport entre el sud d'Eysturoy i Streymoy: per exemple, la distància entre Hvítanes (Streymoy) i Toftir (Eysturoy és de tan sols 5,5 quilòmetres en línia recta, però de 62 quilòmetres per carretera.
El desembre de 2020 es va obrir l'Eysturoyartunnilin un túnel submarí que passa per sota el Tangafjørður. La seva obertura el desembre del 2020 va reduir dràsticament el temps de recorregut per carretera entre el sud de les dues illesm, ja que va escurçar la distància de viatge de Tórshavn a Runavík / Strendur de 55 quilòmetres a 34 quilòmetres, i 64 minuts amb cotxe que es trigaven abans avui s'han reduït a 16 minuts. El trajecte de Tórshavn a Klaksvík, segona ciutat de les Fèroe, es va reduir de 68 a 36 minuts.